# William Cole, 3.º Conde de Enniskillen

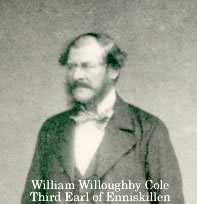
William Cole, 3.º Conde de Enniskillen

William Willoughby Cole, 3.º Conde de Enniskillen (25 de janeiro de 1807 — 21 de novembro de 1886), conhecido como Visconde Cole entre 1807 e 1840, foi um paleontologista britânico e um membro do parlamento conservador.
Filho mais velho de John Cole, 2.º Conde de Enniskillen, ele foi educado em Harrow School e em Christ Church, Oxford. Em sua juventude, devotou-se ao estudo e à coleção de peixes fósseis, ao lado de seu amigo Sir Philip de Malpas Grey Egerton. Sua fina coleção em Florence Court, na cidade de Enniskillen, teve muitos espécimes figurados e descritos por Jean Louis Rodolphe Agassiz. Subseqüentemente, tal coleção foi adquirida pelo Museu Britânico.
William Cole também ficou envolvido com a política e representou o distrito eleitoral de Fermanagh na Câmara dos Comuns entre 1831 e 1840. Posteriormente, entrou para a Câmara dos Lordes.
Lord Enniskillen casou-se, primeiramente, com Jane Casamaijor, filha de James Casamaijor, em 1844. Depois de sua morte em 1855, ele desposou Hon. Mary Emma Brodrick, filha de Charles Brodrick, 6.º Visconde Midleton, em 1865.
Ele morreu em novembro de 1886, aos setenta e nove anos. Foi sucedido por seu segundo filho, Lowry Cole.